# 第71回天皇杯全日本サッカー選手権大会
第71回天皇杯全日本サッカー選手権大会（だい71かいてんのうはいぜんにほんサッカーせんしゅけんたいかい）は、1991年（平成3年）12月14日から1992年（平成4年）1月1日まで開かれた天皇杯全日本サッカー選手権大会である。

## 概要
- 本大会出場は32チーム。

## 出場チーム

### 日本サッカーリーグ1部
- マツダ（40回目）
- 東日本JR古河（27回目）
- 三菱自動車（27回目）
- 日立製作所（26回目）
- 本田技研（18回目）
- 読売クラブ（17回目）
- トヨタ自動車（15回目）
- ヤマハ発動機（15回目）
- 日産自動車（14回目）
- 東芝（11回目）
- 松下電器（11回目）
- 全日空サッカークラブ（6回目）

### 北海道
- 新日鐵室蘭（3回目）

### 東北
- 山形日本電気（2回目）

### 関東
- 早稲田大学（24回目）
- フジタ（20回目）
- 富士通（10回目）
- 慶應義塾大学（8回目）
- 国士舘大学（7回目）
- 順天堂大学（4回目）

### 北信越
- YKK（5回目）

### 東海
- PJMフューチャーズ（2回目）
- 日本電装（初出場）
- 三重教員（初出場）

### 関西
- ヤンマーディーゼル（24回目）
- 大阪商業大学（14回目）
- 京都紫光クラブ（10回目）
- 大阪体育大学（9回目）

### 中国
- 川崎製鉄（5回目）

### 四国
- 大塚製薬（3回目）

### 九州
- 新日本製鐵（34回目）
- 福岡大学（14回目）

## 試合

### 1回戦
- 読売クラブ 3-2 ヤンマーディーゼル
- 新日本製鐵 1-4 フジタ
- 東日本JR古河 2-0 福岡大学
- 大阪体育大学 1-4 ヤマハ発動機
- トヨタ自動車 3-0 慶應義塾大学
- 日本電装 1-6 日立製作所
- 京都紫光クラブ 1-5 大塚製薬
- 順天堂大学 0-4 東芝
- 本田技研 2-1 富士通
- YKK 0-1 PJMフューチャーズ
- 三菱自動車 1-0 大阪商業大学
- 新日鐵室蘭 0-5 松下電器
- 全日空サッカークラブ 0-1 川崎製鉄
- 早稲田大学 1-2 マツダ
- 山形日本電気 3(PK4-5)3 国士舘大学
- 三重教員 0-9 日産自動車

### 2回戦
- 読売クラブ 2-0 フジタ
- 東日本JR古河 1-0 ヤマハ発動機
- トヨタ自動車 1-2 日立製作所
- 大塚製薬 0-1 東芝
- 本田技研 2-1 PJMフューチャーズ
- 三菱自動車 1-0 松下電器
- 川崎製鉄 1(PK4-2)1 マツダ
- 国士舘大学 1-5 日産自動車

### 準々決勝
- 読売クラブ 2-0 東日本JR古河
- 日立製作所 0-2 東芝
- 本田技研 2(PK4-3)2 三菱自動車
- 川崎製鉄 1-2 日産自動車

### 準決勝
- 読売クラブ 1-0 東芝
- 本田技研 1(PK2-4)1 日産自動車

### 決勝
| 日産自動車                                                | 4–1 | 読売クラブ   |
| --------------------------------------------------------- | --- | ------------ |
| エバートン ?分 · 木村和司 ?分 · 山田隆裕 ?分 · レナト ?分 |     | 武田修宏 ?分 |